# اینورتر شبکه هوشمند

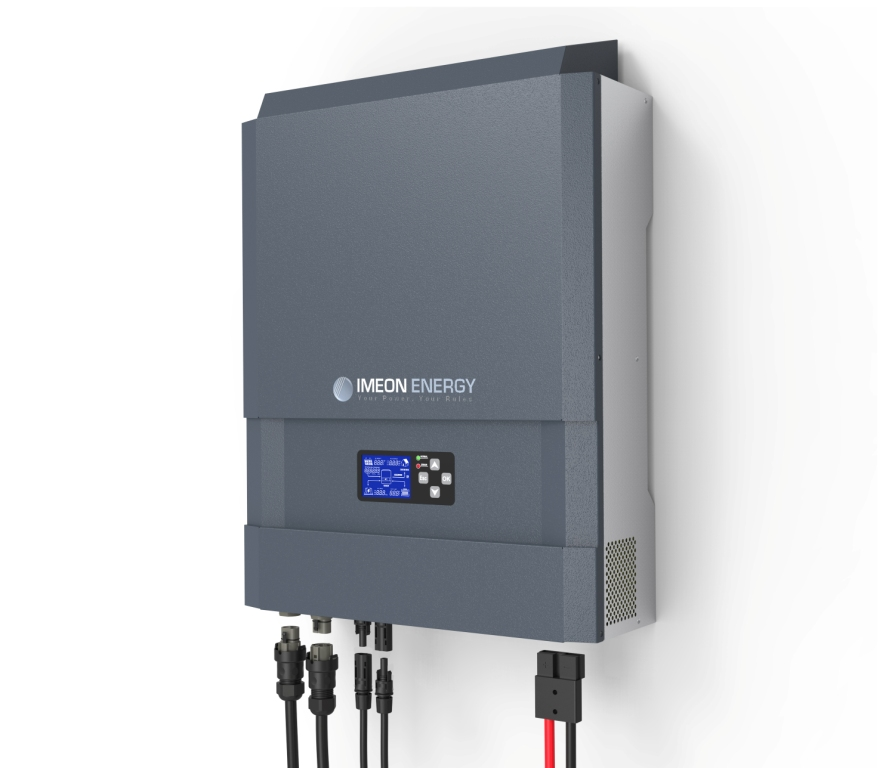
اینورتر ترکیبی از شرکت IMEON

اینورتر ترکیبی هوشمند یا اینورتر شبکه هوشمند نسل متداول اینورتر برای کاربردهای خورشیدی با استفاده از انرژی های تجدیدپذیر برای مصارف خانگی ، به ویژه برای تاسیسات فتوولتائیک خورشیدی است. برخی این را یک فناوری جدید می دانند ، با این حال در برخی از نقاط جهان استفاده از چنین محصولاتی از دهه 1990 رایج بوده است. برق از صفحات خورشیدی فقط در طول روز تولید می شود و حداکثر تولید آن در حوالی ظهر است. ممکن است با مصرف برق بار همگام نشود. راه حل ارائه شده  برای غلبه بر این شکاف بین تولید و مصرف در طول عصر ، این است که مدت زمانی که تولید برق خورشیدی وجود ندارد ، لازم است انرژی را برای استفاده های بعدی ذخیره کرده و همینطور ذخیره و مصرف انرژی را با اینورتر هیبریدی هوشمند (شبکه هوشمند ) مدیریت کنیم. با توسعه سیستم هایی که شامل منابع انرژی تجدیدپذیر و افزایش قیمت برق است ، شرکت های خصوصی و آزمایشگاه های تحقیقاتی اینورترهای هوشمندی را برای هماهنگ سازی تولید و مصرف انرژی توسعه داده اند.

## اصل
یک شبکه هوشمند امکان انتخاب و جهت گیری انرژی های تجدیدپذیر ، انرژی از شبکه و انرژی ذخیره شده بر اساس مصرف را فراهم می کند. برخلاف اینورترهای معمولی ، اینورترهای هیبریدی به جای ذخیره سیستماتیک انرژی در باتری ها (با تلفات قابل ملاحظه بیش از 20 درصد) ،  فقط در مواقع ضروری انرژی را ذخیره می کنند ، به عنوان مثال زمانی که تولید بیشتر از مصرف باشد. این سیستم توسط یک واحد کنترل داخلی هوشمند اجازه می دهد تا انتخاب شود که آیا برق حاصل از صفحات فتوولتائیک باید  ذخیره یا مصرف شود. این امر از طریق تکنیکی که منابع مختلف انرژی (اتصال فاز: تکنیک های درون شبکه یا شبکه) و مدیریت برق ذخیره شده در باتری ( فناوری خاموش شدن شبکه ) را اضافه می کند ، امکان پذیر است. بنابراین اینورترهای ترکیبی بر روی شبکه (گرید کراوات) و همچنین خارج از شبکه ، ترکیبی (هر دو در شبکه و خارج از شبکه به طور همزمان) و پشتیبان (در صورت خاموشی) کار می کنند. بر اساس ERDF (شبکه قدرت فرانسه) اینورترهای هوشمند آینده تاسیسات پنل خورشیدی فتوولتائیک هستند که به استفاده خود انرژی یا مصرف خودکار انرژی اختصاص داده شده است.
اینورترهای ترکیبی در سبک ها ، رتبه بندی ها ، ویژگی های مختلف و کیفیت ساخت متناسب با برنامه های مختلف وجود دارند. هنگام انتخاب Hybrid یا Inverter آگاهی از برنامه بسیار مهم است. این فناوری از دو جهت در حال توسعه است:
- اینورترهای مبتنی بر باتری برای اتصال روی شبکه بیشتر توسعه می یابند (گاهی اوقات اینورترهای چند حالته نیز نامیده می شوند)
- اینورترهای مرتبط با شبکه برای انتقال انرژی به و از باتری ها بیشتر توسعه می یابد

## موارد استفاده
- در حالت خارج از شبکه (بدون شبکه) با امکان اتصال به ژنراتور استفاده کنید. اینورتر باید به یک باتری متصل شود و باید دارای قابلیت های واقعی خارج از شبکه باشد-همه اینورترهای ترکیبی یکسان ایجاد نمی شوند یا می توانند در برنامه های خارج از شبکه استفاده شوند.
- استفاده در شبکه یا شبکه (متصل به شبکه) با امکان فروش انرژی یا انرژی اضافی. نیاز به رعایت استاندارد حفاظت و جداسازی (DIN VDE 0126.1) است.
- در حالت ترکیبی از عملکرد اینورتر با یک باتری ، اما همچنین متصل به شبکه استفاده کنید. این قابلیت دوگانه برجسته اینورترهای ترکیبی است که از این رو مدیریت انرژی (شبکه هوشمند) را فعال می کند.
- استفاده در حالت پشتیبان گیری، و یا جلوگیری از حالت ذخیره سازی خاموشی با تغییر از روی شبکه به حالت خارج از شبکه در حال حاضر از قطع شبکه، در نتیجه از بین می برد کاهش شبکه می باشد.

## نمونه‌ها
اینورتر ترکیبی IMEON ، تولید شده توسط IMEON در فرانسه ، نمونه ای از اینورتر ترکیبی خورشیدی با هوش مصنوعی است. جزیره انرژی Pika ، تولید شده توسط Pika Energy ، نمونه ای از یک سیستم اینورتر هیبریدی هوشمند تجاری است که در بازار موجود است. اینورتر ترکیبی سری HBD ، تولید شده توسط Statcon Energiaa ، نمونه ای از اینورتر خورشیدی هیبریدی تجاری است که با رابط جلویی فعال فعال موجود است 
 